# Toplinsko uskladištenje sunčeve energije
Toplinsko uskladištenje sunčeve energije se može ostvariti na više načina:
- zagrijavanjem određenog materijala (čvrstog ili kapljevitog);
- taljenjem čvrstih tijela, tj. korištenjem latentnih toplina taljenja nekih materijala;
- korištenjem raznih kemijskih reakcija pri kojima se oslobađa, odnosno veže toplina.

Zbog promjenjivog svojstva sunčeve energije (oblaci, dan - noć, godišnje doba) jedan od najvažnijih problema je uskladištenje (akumuliranje) energije, tj. potrebno je ugraditi akumulacijski uređaj u kojem se skuplja energija za vrijeme sunčanih razdoblja, odnosno iz kojeg se energija crpi za vrijeme kad sunčeva zračenja nema ili nije dovoljno. Ugradnjom akumulacijskih uređaja povećava se stupanj iskorištenja sunčevog energijskog sustava jer imaju sposobnost sačuvati toplinu od dana za noć ili u toku nekoliko dana, pa čak i nekoliko tjedana i mjeseci.
Postoje različite metode za uskladištavanje energije: toplinska, kemijska, termokemijska, mehanička i magnetsko - električna. Izbor načina uskladištavanja ovisi o mnogim čimbenicima. Jedan od najvažnijih čimbenika koji utječe na izbor načina akumuliranja jest vremenski interval uskladištenja: očito je da će za sezonsko uskladištenje (ljeto - zima) problemi biti sasvim drukčiji nego ako je energiju potrebno akumulirati na kratke periode kao što je dan – noć. Toplinska akumulacija energije u području nižih temperatura (20 ºC – 120 ºC) koja se koristi pri primjeni sunčeve energije za grijanje (hlađenje) prostorija i vode.

## Uskladištenje energije zagrijavanjem materijala
Kod ove metode u spremniku se upotrebljava materijal koji u intervalu radnih temperatura ne mijenja agregatno stanje, već mu se dovođenjem topline povećava temperatura: toplina se pretvara u unutrašnju energiju molekularnog gibanja. U materijalu mase m i specifičnog toplinskog kapaciteta cp,V, može se spremiti količina topline Q, pri zagrijavanju od temperature T1 do T2.
Q = m • cp,V • ΔT
gdje je: Q – akumulirana količina topline (J), m – masa materijala koji uskladištuje toplinu (kg), cp,V – specifični toplinski kapacitet (J/kgK), ΔT – razlika temperature (K). Pri izboru čvrstih materijala potrebno je izabrati, ako je to moguće, one materijale čiji je koeficijent toplinske vodljivosti relativno velik, kako bi se toplina mogla što brže prenositi kroz spremnik. Najbolju vodljivost imaju metali, ali su oni mnogo skuplji od materijala lošije toplinske vodljivosti, što isključuje njihovu primjenu.

### Voda
Najčešće se kao materijal za spremanje toplinske energije koristi voda. Ima najveći specifični volumni kapacitet, ima je u izobilju, jeftina je, nije otrovna, nije zapaljiva itd. Nedostaci su mogućnost smrzavanja, korozivno djelovanje, relativno nisko vrelište itd. Vodeni spremnici obično se koriste do 100 ºC, a pod tlakom i do 200 ºC. Toplinski izolirani spremnici napunjeni vodom najčešće se koriste u kombinaciji sa sunčevim kolektorima u kojima je voda radni fluid za prijenos topline. Toplina iz kolektora u spremnik prenosi se preko izmjenjivača topline, tako da se kapljevina u kolektorskom krugu ne miješa s vodom u spremniku.

### Čvrsti spremnici topline
Od svih čvrstih materijala najčešće se u spremnicima upotrebljava usitnjeni kamen ili šljunak. Optimalna veličina kamena je 3 – 5 cm, kako bi zrak mogao lagano cirkulirati kroz spremnik. On je jeftin, ali mu je toplinski kapacitet relativno malen. Prednost kamena pred vodom je da se može upotrijebiti i za više temperature. Toplinski izolirani spremnici napunjeni kamenjem mogu se koristiti u kombinaciji s zračnim kolektorima. Topli zrak iz kolektora obično ulazi pri vrhu spremnika, struji oko kamenja, predaje im toplinu, hladi se, izlazi na dnu spremnika i odlazi u kolektor.
Osim toplinski izoliranih spremnika postoje i drugi tipovi skladišta kao što su zid (Trombeov zid) ili pod sa šupljinama (kroz njih struji topao zrak ili imaju ugrađene cijevi kroz koje teče topla voda), vodeni bazeni itd. Voda ima veće vrijednosti specifičnog toplinskog kapaciteta, pa ima veću sposobnost akumuliranja topline po jedinici volumena u odnosu na kamen za oko 2 puta. Za spremanje 1 MJ (0,28 kWh) energije u intervalu ΔT = 20 K potrebno je oko 12 dm3 (12 kg) vode, odnosno 27 dm3 (60 kg) kamena.

## Uskladištenje energije korištenjem latentne topline
Toplina dovedena nekom materijalu uzrokuje povećanje njegove unutrašnje energije i kao posljedica toga povećava mu se temperatura (zagrijavanje) ili mu se mijenja agregatno stanje (latentno zagrijavanje). Akumulacija sunčeve energije pomoću latentne topline koristi toplinu taljenja odgovarajućeg kemijskog spoja. Materijal u spremniku pod utjecajem dovedene topline prelazi iz čvrstog u kapljevito stanje na određenoj temperature, koja je za čiste tvari konstantna i odgovara talištu. Kod nekih tvari toplina se uskladišćuje kao toplina kristalizacije. Te tvari dovodenjem topline prelaze iz jedne čvrste faze u drugu, a oduzimanjem topline vraćaju se u početnu fazu. Spremnici koji koriste latentnu toplinu rade u temperaturnom području oko tališta, tako da je početna temperatura nešto ispod tališta, a konačna temperatura nešto iznad tališta tvari.
Anorganske soli imaju relativno veliku toplinu taljenja. Jedna od najuobičajenijih materijala za spremanje energije ovom metodom je tzv. Glauberova sol (Na2SO4 x10 H2O). Kristalizacija ove soli vrši se na oko 30 ºC, što je vrlo pogodno, jer takvo skladište predstavlja i termostat (sve dok se i posljednja čestica ovog materijala ne otopi temperatura u spremniku će biti 30 ºC). Glauberova sol pri temperaturi tališta može uskladištiti oko 640 kJ/m3, dok bi za skladištenje iste količine topline bilo potrebno oko 8 puta veći obujam vode, za porast temperature ΔT = 20 K.
Osim što je za akumuliranje određene energije potreban manji obujam spremnika nego pri zagrijavanju materijala, pogodno je u ovoj metodi što je područje radnih temperatura spremnika manji i što je niža radna temperatura kolektora. Postoje, međutim, mnogi problemi tehničke i ekonomske prirode koje treba riješiti, da bi se metoda latentne topline mogla upotrebljavati u komercijalnim sustavima za široku upotrebu.

## Uskladištenje energije korištenjem topline otapanja
Neke anorganske soli (npr. KNO3, NaNO3, Na2SO4 •10 H2O i dr.) imaju negativnu toplinu taljenja koja se može iskoristiti za spremanje toplinske energije. Dovodimo li toplinu zasićenoj vodenoj otopini KNO3 (salitra), otopina se zagrijava, postaje nezasićena i sposobna da otopi dodatne količine soli, pri čemu se toplina apsorbira. Hlađenjem otopine nastaje kristalizacija i oslobađa se vezana energija. Topljivost tvari ovisi o temperaturi.
Pomoću zasićenih otopina može se uskladištiti veća količina topline, nego pri zagrijavanju vode za isti porast temperature, te bi spremnici mogli biti manjeg obujma. Iako uskladištena toplina nije tako velika kao kod latentnih toplina taljenja, ipak ova metoda zbog jednostavnosti izrade spremnika izgleda obečavajuća.